# Ле-Флор (Оклахома)
Ле-Флор (англ. Le Flore) — місто (англ. town) в США, в окрузі Лефлор штату Оклахома. Населення — 150 осіб (2020).

## Географія
Ле-Флор розташований за координатами 34°53′53″ пн. ш. 94°58′33″ зх. д. / 34.89806° пн. ш. 94.97583° зх. д. (34.897995, -94.975959).  За даними Бюро перепису населення США в 2010 році місто мало площу 3,62 км², з яких 3,61 км² — суходіл та 0,01 км² — водойми.

## Демографія
Згідно з переписом 2010 року, у місті мешкало 190 осіб у 76 домогосподарствах у складі 49 родин. Густота населення становила 52 особи/км².  Було 86 помешкань (24/км²).
Расовий склад населення:
| - 54,2 % — білих - 40,5 % — корінних американців - 1,1 % — чорних або афроамериканців |

До двох чи більше рас належало 4,2 %. Частка іспаномовних становила 0,0 % від усіх жителів.
За віковим діапазоном населення розподілялося таким чином: 23,2 % — особи молодші 18 років, 56,8 % — особи у віці 18—64 років, 20,0 % — особи у віці 65 років та старші. Медіана віку мешканця становила 38,0 року. На 100 осіб жіночої статі у місті припадало 88,1 чоловіків;  на 100 жінок у віці від 18 років та старших — 97,3 чоловіків також старших 18 років.
Середній дохід на одне домашнє господарство  становив 37 634 долари США (медіана — 26 042), а середній дохід на одну сім'ю — 43 402 долари (медіана — 31 250). За межею бідності перебувало 29,9 % осіб, у тому числі 43,8 % дітей у віці до 18 років та 11,1 % осіб у віці 65 років та старших.
Цивільне працевлаштоване населення становило 60 осіб. Основні галузі зайнятості: публічна адміністрація — 23,3 %, освіта, охорона здоров'я та соціальна допомога — 18,3 %, сільське господарство, лісництво, риболовля — 13,3 %.